# 楠山俊介
楠山 俊介（くすやま しゅんすけ、1954年（昭和29年）6月4日 - ）は、日本の政治家、歯科医師。
2012年から2016年まで、静岡県下田市長を1期務めた。また、2023年4月より下田市議会議員（1期目）を務める。

## 来歴
静岡県下田市出身。下田市立朝日小学校、下田市立下田中学校、静岡県立下田北高等学校、城西歯科大学（現・明海大学）歯学部卒業。1982年（昭和57年）3月、下田市吉佐美に歯科医院を開業する
。並行して1993年（平成5年）、下田青年会議所理事長。1994年（平成6年）、下田を中心に南豆地域の活性化を目的とした任意団体「下田にぎわい社中(現:NPO法人下田にぎわい社中)」の設立に参画、2006年（平成18年）に同代表理事。
2012年（平成24年）、同年7月初旬の任期満了をもって引退する旨を表明していた当時の下田市長・石井直樹より後継者として指名を受け、同年6月17日公示・同月24日執行の下田市長選挙に無所属で出馬し、無投票で初当選。同年7月、市長に就任。
旧・賀茂郡下田町時代の1957年（昭和32年）に建造された市庁舎建物は老朽化が進み、耐震強度も満たしていないことから、2009年から現在地での建て替えを念頭に検討が始められたが、東日本大震災をきっかけに現庁舎の所在地(静岡県下田市東本郷一丁目)が津波浸水想定区域内にあることがクローズアップされたため、市役所自体を安全な箇所へ移転するよう方針転換を余儀なくされた。前述の石井もこのことを認識しており、市長在任中に具体的な候補地を挙げていたが、2014年（平成26年）に楠山が表明した移転計画では石井の挙げた候補地とは異なる別の場所を移転先としたことで、市議会のみならず市民からも多数の反対意見が噴出、これを受けて楠山は移転計画を一旦白紙に戻し再検討したいと述べた。
2016年（平成28年）6月、市役所移転問題について市民の信を問うとして、2期目を目指すべく自民党の推薦を得て、任期満了に伴う同月5日告示の下田市長選挙に出馬したが、4年前の出馬に際して楠山を後継者として指名した前・市長の石井が前述の市役所移転問題についての混乱を受けて、新人で元自衛官の福井祐輔を対抗馬として擁立、石井も自ら福井の支援にまわるなど、楠山に反旗を翻した。これにより2000年（平成12年）を最後に3期連続で無投票当選が続いていた下田市長選は16年ぶりの選挙戦となり、同月21日の投開票の結果、楠山は福井に敗れ、落選した。
※当日有権者数：19,423人 最終投票率：67.45%（前回比：－13.52pts）
| 候補者名 | 年齢 | 所属党派 | 新旧別 | 得票数  | 得票率 | 推薦・支持         |
| -------- | ---- | -------- | ------ | ------- | ------ | ------------------ |
| 福井祐輔 | 68   | 無所属   | 新     | 8,327票 | 64.23% |                    |
| 楠山俊介 | 62   | 無所属   | 現     | 4,638票 | 35.77% | （推薦）自由民主党 |

2023年（令和5年）3月末、楠山が翌4月に執行予定の下田市議会議員選挙に無所属で出馬する意向を表明したことが、同月31日付の伊豆新聞の記事で明らかになった。記事によると、これに先立って同月24日に開催された下田市議選立候補予定者説明会において、出席した立候補予定者陣営の数が定数と同じ13名であったことから、1971年（昭和46年）の市制施行以来では例のない下田市議選の無投票当選の公算が強まったことに危機感を抱き、「多様な意見をぶつけ合い、議会と行政を活性化させたい」と出馬を決意した、とのこと。なお、翌4月初旬にさらに新人1名が出馬を表明したため、下田市議選は定数13を15名で争う図式となった。2023年（令和5年）4月16日告示、同月23日投開票の結果、楠山は915票を集め15名中3位で初当選を果たした。